# Кушнірук Зіна Антонівна
Зіна Антонівна Кушнірук (нар. 5 січня 1962, с. Великі Вікнини, Україна) — українська журналістка, редактор. Заслужений журналіст України (2003).

## Життєпис
Зіна Антонівна Кушнірук народилася 5 січня 1962 року в селі Великих Вікнинах нині Тернопільського району Тернопільської області, Україна.
Закінчила філологічний факультет Тернопільського педагогічного інституту (1983, нині національний університет).
У 1984—1995 — в редакції обасної газети «Вільне життя».
Від 1995 — оглядач, завідувачка відділу редакції газети «Свобода», ведуча сторінки «Гніздечко». У вересні 2007—2013 — редактор газети «Свобода».
Від 2013 — головний редактор газети «Наш день».
Власний кореспондент медичної газети України «Ваше здоров'я».

## Доробок
Автор численних публікацій у всеукраїнських виданнях.

## Відзнаки
- Тернопільська обласна премія імені Володимира Здоровеги (2021) — автор серії публікацій про соціально-культурне життя краю на сторінках незалежної громадсько-політичної газети «Наш день»[2].
- Медаль «Нестор-літописець» (2001, всеукраїнський конкурс регіональних засобів масової інформації, м. Київ).
- Переможець творчого конкурсу «Журналіст року» за 2001—2002 (2002, м. Київ).